# Brychius
Brychius ist eine Gattung der Käfer aus der Familie der Wassertreter (Haliplidae). Sie kommt in Europa mit zwei Arten vor, in Mitteleuropa ist davon Brychius elevatus verbreitet.

## Merkmale
Die Käfer unterscheiden sich von den anderen Gattungen der Wassertreter durch ihre Körperform. Ihr Halsschild ist viereckig und vor der Mitte am breitesten oder hat parallele Ränder. Die Basalstriche sind nach vorne bis an den Vorderrand verlängert. Die Deckflügel sind lang gestreckt und eiförmig, ihnen fehlt ein unpunktierter Suturalstreifen.

## Vorkommen und Lebensweise
Die Tiere leben in langsam fließenden Bächen.

## Arten (Europa)
- Brychius elevatus (Panzer, 1794)
- Brychius glabratus (A. Villa & J. B. Villa, 1835)